# Илич, Милан (1886)
Милан «Чича шумадийский» Илич (серб. Милан „Чича шумадијски“ Илић; 1886 — 21 января 1942) — югославский партизан, участник Народно-освободительной войны. Народный герой Югославии.

## Биография
Родился в 1886 году в селе Горна-Трешневица (близ Аранчеловаца) в бедной сельской семье. По окончании основной школы его отец Радойе устроил Милана работать лакеем в одно из поместий, однако спустя некоторое время Милан вернулся в село и занялся земледелием. Воевал в Балканских войнах и участвовал в Первой мировой войне. В 1915 году попал в плен к немцам и был сослан на принудительные работы. За три года выучил немецкий язык и увлёкся идеями коммунизма. После Ноябрьской революции и поражения Германии в мировой войне бежал из плена. С 1919 года состоял в Союзе коммунистов Югославии.
Во время членства в партии призывал к скорейшему восстановлению разрушенного войной хозяйства Югославии, выступал за современные и рациональные способы ведения сельского хозяйства и животноводства в стране. Приобретал специальную литературу и выписывал журналы (в том числе и из Германии), применяя свои навыки. Состоял также в группе передовых кооперативов, работая сначала в Кредитной, а затем в Общей группе сельскохозяйственных кооперативов. В середине 1920-х годов, когда из-за аграрного кризиса ухудшилось состояние сельского хозяйства, Милан провёл несколько лет у старшего брата, председателя суда в Нови-Пазаре, где работал в суде. В 1925 году он снова вернулся в село. Из-за революционной деятельности Милан в начале 1937 года с группой коммунистов из Анарчеловца, Крагуеваца и окрестных деревень был арестован, однако из-за отсутствия каких-либо доказательств был отпущен. В 1939 году он стал секретарём вновь созданной партийной ячейки в деревне, через год вошёл в Крагуевацкий комитет Компартии, а в начале 1941 года вошёл в местный комитет Аранчеловца.
После войны с Германией и последовавшей оккупацией страны активно начал работать над подготовкой сопротивления. В начале июля близ его села был сформирован 1-й шумадийский партизанский отряд, в котором Милан был назначен заместителем командира. Он участвовал во многих действиях отряда: так, особенно известным стала битва за Рудник. Личным примером Илич доказал, как нужно бороться с врагом, используя опыт Первой мировой войны. Немцы в конце августа 1941 года сожгли его дом, а в начале 1942 года объявили партизана в розыск, назначив за его голову награду в 50 тысяч динаров.
Когда чётники схватили и расстреляли командира отряда Милана Благоевича, 27 октября 1941 Милан Илич возглавил отряд. Среди солдат его уже прозвали «Чичей шумадийским». В ноябре он принял участие в кровопролитных боях против превосходящих сил немцев в Шумадии и Западной Сербии, а затем с частью отряда оборонял Санджак. Параллельно сформировался 5-й шумадийский батальон 1-й пролетарской ударной бригады, которым и руководил Милан. В конце декабря его отряд пробился в Восточную Боснию и участвовал в боях за Власеницу, Плац, Хан-Пиесак и Пьеновец. 21 января 1942 отряд попался в засаду и был расстрелян в упор немцами. В битве был убит и Илич вместе с Славишей Вайнером и Драганом Павловичем.
25 сентября 1944 был посмертно награждён Орденом и званием Народного героя Югославии.